# 小田清
小田 清（こだ きよし、1947年2月5日 - ）は、日本の経済学者。北海学園大学名誉教授。学位は、農学博士（北海道大学・1980年）。北海道広尾郡広尾町生まれ。

## 略歴
- 1965年　北海道広尾高等学校卒業[2]
- 1969年　北海学園大学経済学部卒業
- 1972年　北海学園大学大学院経済学研究科修士課程修了
- 1977年　北海道大学大学院農学研究科農業経済学専攻博士後期課程単位取得満期退学（1980年修了）
- 1977年　北海学園北見大学商学部講師
- 1981年　北海学園北見大学商学部助教授
- 1984年　北海学園大学経済学部助教授
- 1986年　北海学園大学経済学部教授
- 1987年　北海学園大学大学院経済研究科修士課程教授
- 1995年　北海学園大学大学院経済研究科博士課程教授
- 1998年　北海学園大学開発研究所長
- 2005年　北海学園大学経済学部学部長
- 2009年　北海学園大学大学院経済学研究科研究科長[3]
- 2016年　北海学園大学定年退職　同名誉教授　北海学園大学開発研究所特別研究員　北海道地域・自治体問題研究所副理事長（2022年より同理事長）[4]

## 研究
専門は地域開発政策論・経済政策（経済事情含む）・地域経済論。特に、持続可能な地域社会システムの構築あるいは内発的な経済発展の在り様について研究。

## 著書
- 『地域開発政策の課題』（大明堂、共著、1983年）
- 『北海道経済図説』（北海道大学刊行会、共著、　1990年）
- 『開発政策と地域研究－北海道の現実から』（日本経済評論社、 1995年）
- 『揺れ動く現代世界の経済政策』（日本経済評論社、共著、1995年）
- 『北海道開発の視点・論点』（北海学園大学開発研究所、共著、1998年）
- 『地域開発政策と持続的発展－20世紀型地域開発からの転換を求めて』（日本評論経済社、 2000年）
- 『地域ルネッサンスとネットワーク (MINERVA現代経済学叢書)』（ミネルヴァ書房、共著、2005年）
- 『なぜ巨大開発は破綻したか―苫小牧東部開発の検証』（日本経済評論社、共編著、2006年）
- 『住民自治へのコミュニティネットワーク』（北樹出版、共著、2010年）
- 『地域問題をどう解決するのか―地域開発政策概論 (シリーズ・社会・経済を学ぶ)』（日本経済評論社、2013年）
- 『私たちは原発と共存できない』（合同出版、共著、2013年）

## 恩師
- 大学院修士課程では池田善長に師事。大学院博士課程では川村琢, 湯沢誠に師事。

## 注解
1. ↑  『北海道人物・人材情報リスト　2004　かーと』（日外アソシエーツ編集・発行、2003年）参照
2. ↑  経済学部報 エコン NO12
3. ↑  以上につき、「小田清教授略歴」『北海学園大学経済論集　62巻4号』（北海学園大学経済学会、2015.3）巻頭3-8頁
4. ↑  小田 清（こだ きよし） - 自治体問題研究所